# 邱臣遠
邱臣遠（1981年12月11日—），中華民國政治人物、臺商出身，台灣民眾黨籍，現任新竹市副市長暨代理市長。曾任立法委員兼台灣民眾黨立法院黨團總召集人、立法院交通委員會召集委員、中華民國僑務委員會僑務促進委員、世界台商聯合總會秘書長、世界台商聯合總會青商會長、世界台灣商會聯合總會執行長及越南台商聯合總會青商會長暨創會召集人等職務。2024年參選新北市第八選舉區立法委員，未能當選，並於2月卸任立委後，出任新竹市副市長。
2024年7月26日，新竹市市長高虹安涉犯《貪污治罪條例》一審有罪，同日內政部依法停職，並由副市長邱臣遠代理職務。

## 生平

### 早年
邱臣遠16歲時，開始半工半讀。27歲時，到越南從事食品原料出口。

### 從政
邱臣遠在接受媒體採訪時表示，在國外所遇到的政治干擾遠比在台灣感受還深。台灣已經歷藍綠兩黨的完全執政，馬英九政府和蔡英文政府仍不重視青年與台商所遇到的問題，因此選擇投入政治。

#### 立法委員

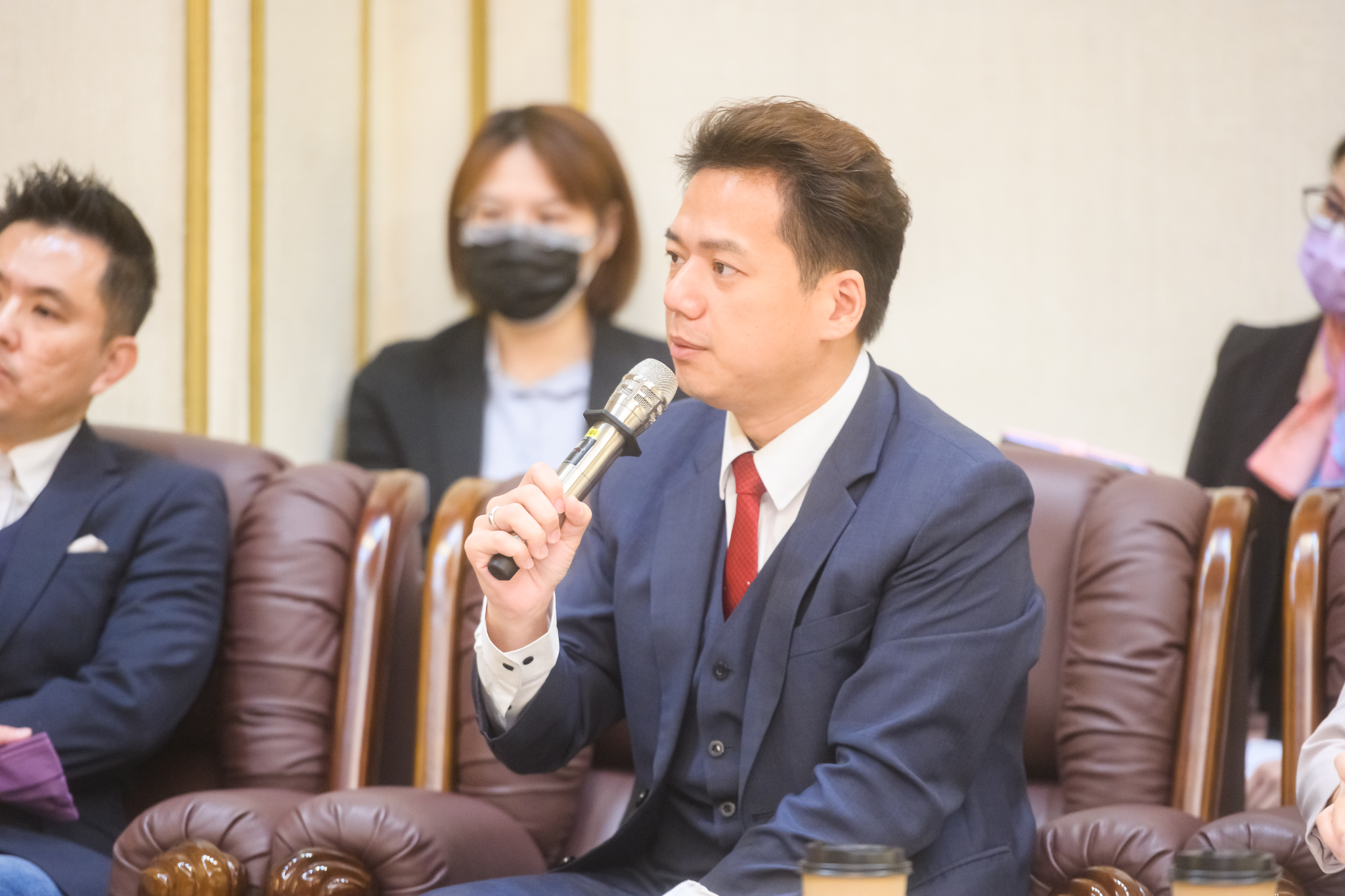
立法委員任內

2019年11月19日，邱臣遠被列入台灣民眾黨不分區立法委員第四名；2020年1月11日選舉結果，民眾黨獲得1,588,806張政黨票，得票率11.22%，獲分配五席。邱臣遠當選第十屆立法委員。
2022年2月起，邱臣遠轉戰立法院外交及國防委員會，並持續擔任台灣民眾黨立法院黨團總召集人、立法院台商之友會副會長。曾接待前美国国务卿邁克·蓬佩奧賢伉儷、歐洲議會議員聯合訪團團長魏莫斯一行、捷克众议院議長馬克塔·佩卡洛娃·阿達莫娃、北美台商聯合總會回國訪問團及參加美国246周年獨立紀念日慶祝晚宴等。
2023年，代表台灣民眾黨參與「民主夥伴‧共榮之旅」，陪同蔡英文總統出訪友邦危地马拉及伯利兹，途中過境美國會見美国众议院議長凱文·麥卡錫；6月，陪同台灣民眾黨主席柯文哲出訪日本，拜會日本政壇政要、學者及智庫等。第十屆第一會期至第八會期皆獲公民監督國會聯盟頒贈優秀立委獎項。
2023年7月5日，接受台灣民眾黨徵召，投入新北市第八選舉區立法委員選舉，對戰中國國民黨候選人張智倫及民主進步黨候選人吳崢，未能當選。

#### 新竹市副市長

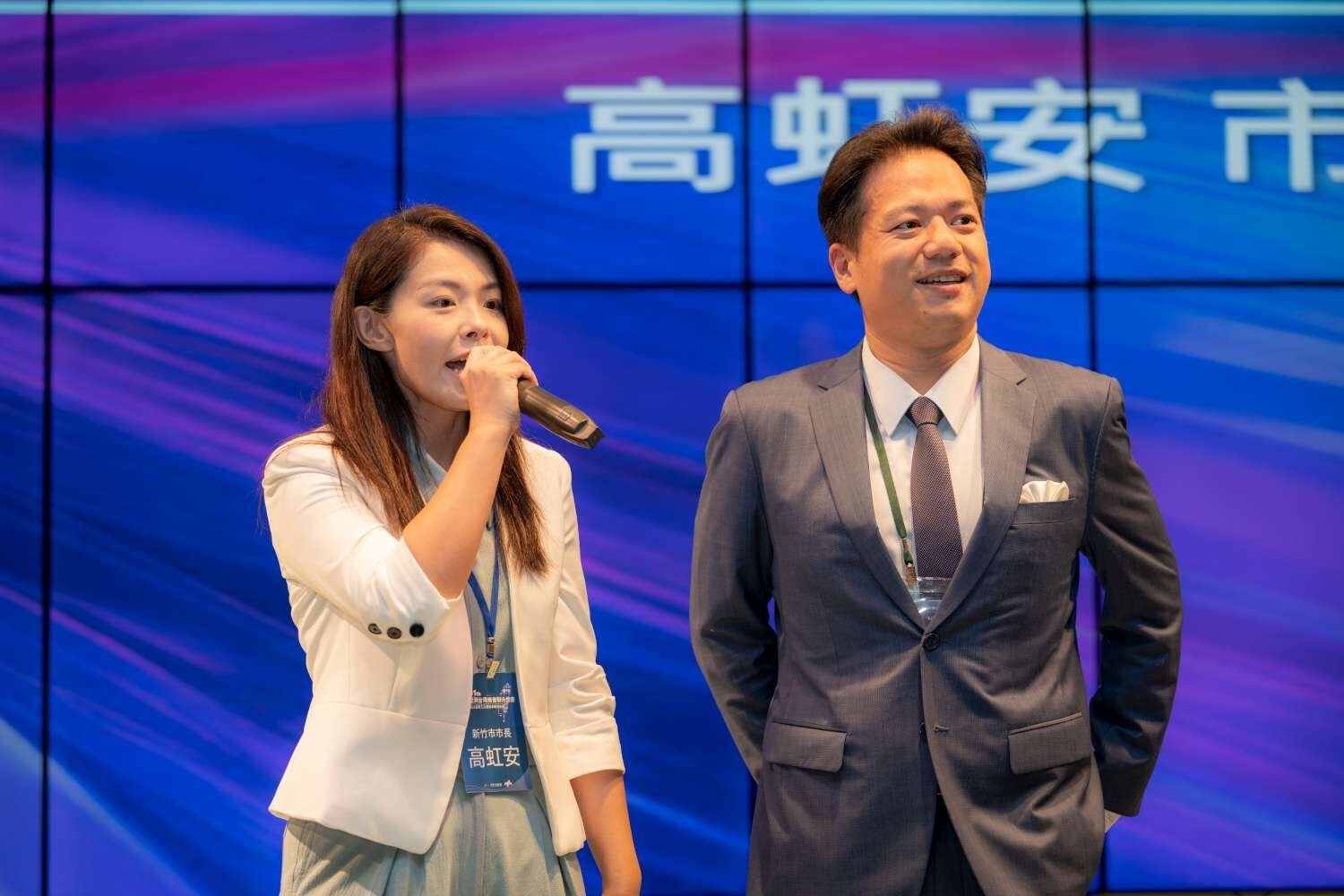
新竹市副市長任內，與新竹市長高虹安出席亞洲台灣商會聯合總會。

邱臣遠卸任民眾黨不分區立法委員後獲新竹市市長高虹安延攬擔任副市長。

#### 代理市長

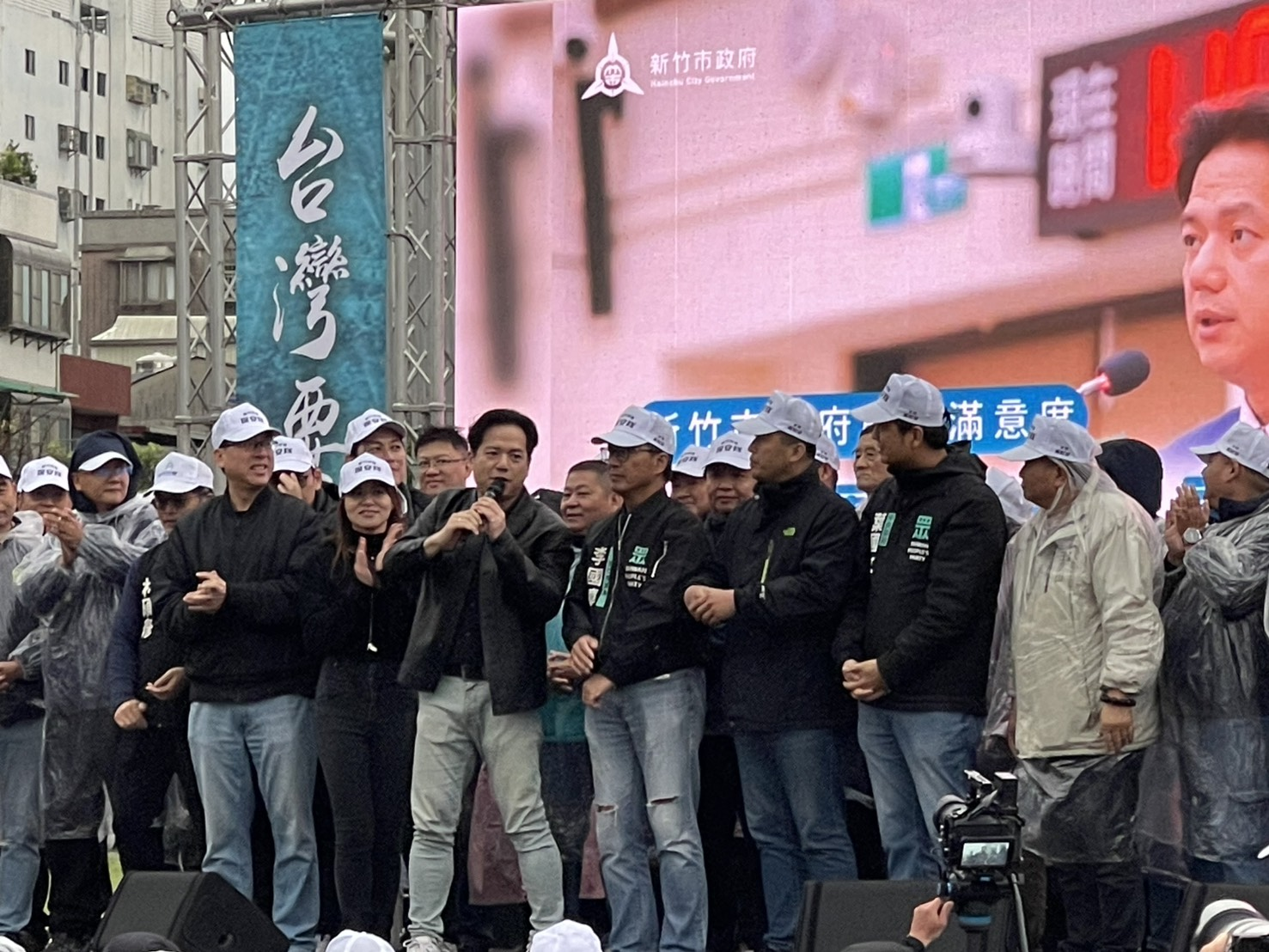
新竹市代理市長任內，人民要當家新竹場與新竹團隊李國璋、林碩彥、施淑婷、吳達偉、葉國文等一同上台演講。

2024年7月26日，新竹市市長高虹安因貪污案一審有罪被判刑而依法停職，由副市長邱臣遠代理。

## 爭議

### 性騷擾指控
2023年6月17日，前賴香伶辦公室助理指控邱臣遠性騷擾，向賴反映卻未獲處理，邱臣遠表示是不實指控。
邱認為名譽權被侵害，因而控告女方；2025年3月，台北地院宣判邱臣遠敗訴，理由是邱未能證明女方言論為捏造，女方反應符合遭受性騷擾的可能情形，而且查無女方詆毀邱的動機。

### 違反行政中立原則
2025年7月17日，學者林志潔表示，其於日前向法務部廉政署提出檢舉，回函指出停權中的新竹市市長高虹安、代理市長邱臣遠及立委鄭正鈐等人在新竹市政府舉辦的活動中宣傳反對罷免，或是在市政府管理的地點發放相關文宣，違反行政中立原則。

### 代理新竹市長期間經常運用公費出國
邱臣遠自2024年7月開始代理新竹市長後，經常帶隊出國，前2個月就出國3次，接下來5個月出國2次，後又於2025年8月再次出國。新竹市議員林彥甫、廖子齊、劉彥伶、曾資程、劉崇顯等人多次質疑出國的必要性和正當性。邱臣遠和新竹市政府則回應是國際交流，支出依法編列。

## 選舉紀錄
| 年度 | 選舉屆數             | 選舉區                                 | 所屬政黨   | 得票數    | 得票率 | 當選標記 | 備註 |
| ---- | -------------------- | -------------------------------------- | ---------- | --------- | ------ | -------- | ---- |
| 2020 | 第十屆立法委員選舉   | 全國不分區及僑居國外國民立法委員選舉區 | 臺灣民眾黨 | 1,588,806 | 11.22% |          |      |
| 2024 | 第十一屆立法委員選舉 | 新北市第八選舉區                       | 臺灣民眾黨 | 42,759    | 20.33% |          |      |

## 外部連結
- 邱臣遠的Facebook專頁
- 邱臣遠的Instagram帳戶
- 邱臣遠的youtube頻道（页面存档备份，存于）

| 中華民國政府職務      | 中華民國政府職務                        | 中華民國政府職務 |
| --------------------- | --------------------------------------- | ---------------- |
| 新竹市政府            |                                         |                  |
| 前任： 高虹安（正任） | 新竹市代理市長 第十一屆 2024年7月26日－ | 現任             |